# Литовсько-польський договір (1352)
Литовсько-польський договір — угода між Литвою і Польщею про 2-річне перемир'я у війні та розподіл земель Русі. Точна дата і місце укладання невідомі. Гіпотетично датується червнем — вереснем 1352 року. Написана староруською книжною мовою. З литовського боку договір підписали Явнут, Кейстут і Любарт Гедиміновичі, а також Юрій Наримунтович і Юрій Коріятович; з польського боку — польський король Казимир III, мазовецькі князі Земовит III і Казимир Тройденовичі. Згідно з угодою Волинь залишалася за Литвою, а Галичина — Польщею. Обидві сторони припиняли воєнні дії, проте перемир'я не було дотримане.

## Датування і місце написання
В угоді не вказано ні дати, ні місця написання. В історіографії нема єдиної думки щодо датування пам'ятки. Серед гіпотетичних дат наводяться такі:
- після 1340 року («Акти Західної Росії»[4]);
- середина XIV ст. (Лебедев С.[5]);
- між 1340 і 1345 роками: (Стадницький К.[6]);
- 1342 рік (Стрончинський К.[7]);
- 1347 рік: (Антонович В.[8])
- 1349 рік (ранній Зубрицький Д.[9], Смирнов О.[10], Карський Ю.[11], Срезневський І. [12]);
- 1350 рік (Дурново М.[13], Головацький Я.[14] Соболевський О. і Пташицький С. [15], пізній Зубрицький Д.[16]);
- 1352 рік, черевень—вересень, між днем Івана Купала і Покровою: (Прохаска, Філевич, Леонотович Ф.[17], Грушевський М.[18], Розов В.[19], Пещак, М.[1], Войтович Л.[20]).
- 1354 рік: (Андріяшев)

На думку Розова договір був написаний на Волині.

## Умови
1. Литва і Польща припиняють воєнні дії й встановлюють перемир'я на 2 роки. Литовські князі обіцяють дотримуватися миру від імені свого великого князя литовського Ольгерда, а також Коріята, Патрикія й їхніх синів[2];
2. Литва утримує за собою усю Волинь (Володимирську, Луцьку, Белзьку, Холмську, Берестейську землі)[2];
3. Польща утримує за собою Галичину (Львівську землю)[2];
4. Литва і Польща не будуть будувати на Руській землі (теренах колишньої Галицько-Волинської держави) нових міст і фортець[2];
5. Кременець надається Юрію Наримунтовичу від литовських князів і польського короля; місто відбудовувати забороняється[18].
6. Польща не допомагатиме Угорщині в походах на Волинь; Литва не допомагатиме Золотій Орді або її темникам у походах на Галичину[2][18].
7. Питання спадщини і майна волинського князя Любарта мусило розглядатися за посередництва Угорщини[2].
8. Правителі обох країн компенсуватимуть один одному за протиправні дії свої підданих[2];

## Текст
| Оригінал |  | Переклад |
| --- |  | --- |
| Вѣдаи то каждыи чл̃вкъ кто на тыи листъ посмотрить. ω̇же ӕ кнѧзь єоунутии´ и кистютии. и любартъ юрьии наримонътовичь. юрьии корьӕтовичь. чинимы миръ твердыи. ис королемь казимиромь польскъмь. и̇ сомовитомь и съ єго братомь казимиромь мазовьскымь. и съ єго землѧми. краковьскою и судомирьскою. сирѧзьскою. куӕвьскою. лучичьскою´ добрыньскою´ плотьскою´ мазовьскою. люблиньскою´ сетѣховьскою. и со львовьскою´ а за велкого кнѧзѧ ω̇лькѣрта и за корьӕта´ и за патрикиӕ´ и за ихъ сыны´ мы ислюбүємъ. тотъ миръ держати вѣлми твердо. бєзо. всѧкоѣ 2хитрости´ не заимати намъ королевы землѣ´ ни єго людии што єго слухають´ королеви держати лвовьскую землю исполна´ и намъ держати володимѣрьскую. луцкую´ белзьскую´ холмьскую. берестиискую´ и̇сполна жь´ а миръ ω(т) покрова бц̃ѣ до и̇ванѧ дн̃е до купалъ´ а ω(т) иванѧ дн̃е за. в̃. лѣ(т)´ а городовъ оу рускои земли новыхъ не ставити´ ни сожьженого не рубити´ доколѧ миръ стоить за. в̃. лѣ(т). а кремѧнець держати юрью наримонътовичю. ω(т) кнѧзии̇ литовьскыхъ. и̇ ω(т) королѧ за в̃. лѣ(т). а города не рубити´ а коли миръ станеть´ юрью кнѧзю города лишитисѧ´ аже поидеть оугорьскыи король на литву´ польскому королеви помагати´ аже пои̇деть на русь што литвы слушаєть. королеви не помагати´ а пои̇деть ли царь на лѧхи. а любо кнѧзи темнии̇´ кнѧзємъ литовьскымъ помагати. аже поидуть на русь што королѧ слушаєть. литовьскимъ кнѧземъ не помагати´ а про любартово ӕтъство 45. хочемъ єго постави(ти) на судѣ передъ паны оугорьскими´ по ишествьи̇ 46 ст̃го дх̃а за. в̃. не(д)ли´ литовьскимъ кнѧземъ стати оу холмѣ. а королеви оу сточьцѣ 47. кде смолвѧть тутъ будеть судъ´ тѧгатисѧ 48 ӣс королемъ´ 49 будеть 60 ли ӕлъ его король по кривдѣ´ любартъ будеть правъ. ӣ ӕ кнѧзь кистютий буду правъ передъ въгорьскимь 51 королемь´ будеть 52 ли король правъ, намъ своего 53 брата любарта дати оугорьскому королеви оу ӕтъство´ а коли будеть по миру´ кто не оусхочеть далѣи̇ миру держати´ тотъ ω(т)повѣсть´ 55 а по ω(т)повѣдѣньи̇ стоӕти 56 миру за мѣсѧць´ аже поидуть тарове 58 на львовьскую землю´ тогда руси 59 на львовьцѣ не помагати´ аже поидуть тарове 58 на лѧхы´ 60 тогда руси 59 неволѧ 61 поити и̇с 62 татары. а оу томь 63 перемирьи 64 кто кому криво оучинить´ надобѣ сѧ оупоминати старѣишему´ и оучинити тому и(съ) праву 65, оучинит(ь) 66 которыи добрыи чл̃вкъ 67 кривду, любо воєвода. а любо панъ. оучинити исправу ис 62 нимъ 68. аже самъ не можеть заплатити /31/ тотъ ӣстиньныи. што же оуложать єго оу вину´ хочеть ли самъ король заплатити за нь 70. а єго дѣдичьство 71 собѣ оузѧти 72 не оусхочеть ли король самъ заплатити´ дасть тому то дичьство 73 кто єго потѧжеть. а за и̇збѣга´ можемъ 74 єго добыти 75 и̇ выдати аже єго не можемъ 74 добыти 75. можемъ 74 єго иска 76 съ ω̇бою сторону´ аже побѣгнеть русинъ 77 а любо 41 руска´ ӣли во львовъ. или холопъ чии 78. и̇ли роба´ выдати 79 єго. а што тоӣ 80 грамотѣ писано´ тую жь правьду 81 литовьскымъ 82 кнѧземъ держати´ а на то єсмы 83 дали своѣ 84 печати´. |  | Відай то кожний чоловік, хто на той лист погляне. Отже я, князь Євнут, і Кейстут, і Любарт, Юрій Наримунтович, Юрій Коріятович, чинимо мир твердий із королем Казимиром Польським, і Земовитом, і з його братом Казимиром Мазовецьким, і з його землями: Краківською, Сандомирською, Серадзькою, Куявською, Ленчицькою, Добжинською, Плоцькою, Мазовецькою, Люблінською, Сетихівською і з Львівською. А за великого князя Ольгерда, і за Коріята, і за Патрикія, і за їхніх синів ми шлюбуємо того миру дотримуватися вельми твердо, без всякої хитрості; не займати нам земель короля, ні його людей, що його слухають. Королеві слід держати сповна Львівську землю, і нам держати сповна Володимирську, Луцьку, Белзьку, Холмську, Берестейську. А мир від Покрова Богородиці [1 жовтня] до Іванового дня, до Купала [24 червня] , а від Іванового дня — на 2 роки. А міст в Руській землі а ні нових не ставити, ані спалених не відбудовувати, допоки буде мир на 2 роки. А Кременець держати Юрію Наримунтовичу, від князів литовських, і від короля на 2 роки, але міста не відбудовувати. А коли мир настане, то князь Юрій полишить місто. Якщо угорський король піде на Литву, то польський король допоможе; якщо ж піде на Русь, що Литви слухає, то [польський] король не допомагатиме. А коли [татарський] цар або якісь князі-темники підуть на ляхів, то князі литовські допоможуть; якщо ж підуть на Русь, що короля слухає, то литовські князі не допомагатимуть. |

### Опис
- Оригінал грамоти зберігався у Головному архіві Царства Польського у Варшаві (№ 675)[21]. Текст написаний на прямокутному пергаменті, висотою 22,5 см, і шириною 25,4 см згори і 24 см знизу[21]. Висла печатка втрачена; зберігся лише пергаментний мотузок, на якому вона була підвішена[21]. Хризма відсутня[21]. Мова — староукраїнська (руська). Почерк — півустав[21].
- Копія зберігається в Санкт-Петербурзькому відділенні Архіву Російської Академії Наук (ф. 216, оп. 1, № 39, арк. 50, оригінал — у A. G., №651.)
- Вперше опублікована латинською транскрипцію Стрончинським О. у 1839 році, у «Взорах», як Confirmatio pacis Olgerdianae...[7]. Згодом надрукована кирилицею в 1846 році, в 1-му томі «Актів Західної Росії» як «Договірна грамота литовських князів Явнута, Кейстута і Любарта Гедиміновичів, Юрія Наримунтовича і Юрія Коріятовича з польським королем Казимиром і з мазовецькими князями Земовитом і братом його Казимиром, синами Тройдена».

### Монографії
- Zubrycki, D. Historia miasta Lwowa. Lwów, 1844.
- Stadnicki, K. Synowie Gedymina, Lubart xiąże wołyński, t. II, Lwów, 1853.
- Stadnicki, K. Synowie Gedymina. Monwid-Narimunt, Jawnuta i Koriat, Lwów, 1881.
- Антонович, В.Б. Монографии по истории Западной и Юго-Западной России. Т. 1. 1885.  [Архівовано 24 жовтня 2019 у Wayback Machine.]
- Грушевський, М.С. Історія України-Руси. Київ-Львів, 1907. Т. 4. С. 433—435, 444—445.  [Архівовано 17 грудня 2019 у Wayback Machine.]
- Зубрицкий, Д. Аноним Гнезненский и Иоанн Длугош. Львов, 1855.
- Карський,  Е.Ф. Белоруссы. Язык белорусского народа, Т. I, М., 1955.
- Карский, Е.Ф. К вопросу o разработке старого западно-русского наречия. Библиографический очерк. Вильно, 1893.
- Лебедев, С. Историко-критические рассуждения o степени влияния Польши на язык и на устройство училищ в России, СПб., 1848.
- Леонотович, Ф.И.  Очерки истории литовско-русского права. Образование территории Литовского государства. СПб., 1894.  [Архівовано 6 березня 2019 у Wayback Machine.]
- Срезневский, И.И. Древние памятники русского письма и языка (X — XIV веков). Общее повременное обозрение с палеографическими указаниями и выписками из подлинников и из древних списков. СПб., 1863, изд. 2, СПб., 1882.

### Статті
- Войтович, Л.В. Боротьба Любарта-Дмитра Гедиміновича за відновлення Галицько-Волинськоїдержави // Науковий вісник Волинського національного університету імені Лесі Українки. Історичні науки. № 22. Луцьк, 2009. С.120—127.  [Архівовано 10 липня 2019 у Wayback Machine.]